# Kirchliche Hochschule Bethel
Die Kirchliche Hochschule Bethel war eine eigenständige staatlich anerkannte wissenschaftliche Hochschule in kirchlicher Trägerschaft im Ortsteil Bethel des Bielefelder Stadtbezirks Gadderbaum. 1905 wurde sie von Pastor Friedrich von Bodelschwingh als „Theologische Schule“ gegründet. Sie war die älteste evangelische Hochschule in Deutschland. Am 1. Januar 2007 fusionierte sie mit der Kirchlichen Hochschule Wuppertal zur „Kirchlichen Hochschule Wuppertal/Bethel – Hochschule für Kirche und Diakonie“ an den Standorten Bielefeld und Wuppertal. 2021 wurde diese in Kirchliche Hochschule Wuppertal umbenannt und der Standort Bethel an die Universität Bielefeld angegliedert.

## Geschichte
Die Kirchliche Hochschule Bethel wurde im Jahre 1905 von Friedrich von Bodelschwingh als Theologische Schule Bethel gegründet. Er erhob die Forderung nach einer freien kirchlichen theologischen Fakultät und den regelmäßigen Theologischen Wochen in Bethel. Sie sollten die Diakonie kritisch und reflektierend begleiten. Ziel Bodelschwinghs war es, eine theologische Ausbildung mit positiv-biblischer Prägung als Gegenpol zur universitären liberalen Theologie zu ermöglichen.
In der Zeit des Nationalsozialismus wurde die Hochschule am 23. März 1939 von der Staatspolizei Bielefeld mit der Begründung, für die Ausbildung der evangelischen Theologen seien die staatlichen Einrichtungen völlig ausreichend, geschlossen. Die theologische und kirchenpolitische Nähe zur Bekennenden Kirche spielte dabei eine entscheidende Rolle. Am ersten Reformationstag nach dem Zweiten Weltkrieg konnte sie am 31. Oktober 1945 erneut eröffnet werden. Rechtlicher Träger wurde die Zionsgemeinde Bethel bei Bielefeld. Mit der Verleihung der Promotions- und Habilitationsrechte im Jahr 1979 wurde die Hochschule vollständig staatlich anerkannt.
Im Jahr 2005 wurde das hundertjährige Bestehen der ältesten evangelischen Hochschule in Deutschland gefeiert.
Mit Kirchenvertrag vom 17. November 2005 wurde von der Evangelischen Kirche im Rheinland, der Evangelischen Kirche von Westfalen und der Von Bodelschwinghschen Stiftungen die Kirchliche Hochschule Wuppertal/Bethel (Hochschule für Kirche und Diakonie) mit Sitz in Wuppertal gegründet. Sie trat zum 1. Januar 2007 an die Stelle der Kirchlichen Hochschule Wuppertal und der Kirchlichen Hochschule Bethel.
Während sich der Arbeitsbereich Bethel auf Diakoniewissenschaften konzentriert, bildet der Arbeitsbereich Wuppertal auch weiterhin Pfarrerinnen und Pfarrer aus. 7 der 17 Hochschullehrerstellen sollen in den nächsten Jahren wegfallen, 2 in Bethel und 5 in Wuppertal. In Bethel verbleiben dann 4 Professuren mit dem Schwerpunkt Diakoniewissenschaft. Durch die Fusion soll der Haushalt der Evangelischen Kirche im Rheinland um eine Million Euro entlastet werden.

## Lehre
An der Kirchlichen Hochschule Bethel wurde in Kooperation mit der Universität Bielefeld der Studiengang Evangelische Theologie mit den fünf klassischen Disziplinen Altes Testament, Neues Testament, Kirchen- und Dogmengeschichte, Systematische Theologie und Dogmatik, Praktische Theologie seit der Neugründung 1945 angeboten. Außerdem gab es Lehrveranstaltungen in den Fächern Philosophie, Klassische Philologie, Religionspädagogik, Medizinisch-Theologische Grenzgebiete, Missions- und Religionswissenschaften, Sprecherziehung, Kirchenrecht, Feministische Theologie.
Heute studieren an der ältesten evangelischen Hochschule Deutschlands knapp 500 Frauen und Männer aus Europa, Asien und Lateinamerika, darunter etwa 200 Pfarramtsanwärter, 250 Lehramtskandidaten und 50 Gasthörer. Unterrichtet werden sie von 9 Dozenten, 4 Assistenten, 14 Privatdozenten sowie etlichen Wissenschaftlern mit Lehraufträgen.
Im Jahr 2005 studierten an der Hochschule rund 200 Ersthörer mit Studienziel Pfarramt/Magister/Diplom und 250 Zweithörer in dem gemeinsam mit der Universität Bielefeld angebotenen Bachelor/Master-Studiengang. Unterrichtet wurden sie von 9 Dozenten, 4 Assistenten, 14 Privatdozenten sowie etlichen Wissenschaftlern mit Lehraufträgen.
Die Kirchliche Hochschule Bethel war besonders bei Studienanfängern wegen der Sprachkurse in Hebräisch, Latein und Griechisch sowie bei den Examenskandidaten beliebt.
Im Zuge der Fusionierung mit der Kirchlichen Hochschule Wuppertal im Jahr 2007 wurden diese Lehrmöglichkeiten nur noch bis 2009 angeboten. Am 13. Februar 2009 wurden die Theologiestudiengänge abgeschafft und fortan nur noch am Standort Wuppertal der Kirchlichen Hochschule Wuppertal/Bethel fortgeführt. Alternativ wird ein evangelisches Theologiestudium an der Universität Bielefeld angeboten. Am Standort Bethel wurde 2009 ein neues Institut gegründet, das seit dem 21. April 2009 unter dem Namen Fachhochschule der Diakonie Kooperationen mit weiterführenden Masterstudiengängen sowie eine Promotion ermöglicht. Damit bietet Bethel in einer bundesweit bislang einmaligen Fakultät den Schwerpunkt „Diakoniewissenschaften“ an.

## Lehrkörper
Besonders verbunden war Pastor Bodelschwingh dem Schweizer Professor Adolf Schlatter, dessen Sohn Theodor Schlatter er nach Bethel warb und der die Schule und die Theologischen Wochen nachhaltig prägte. Um das Alte Testament machte sich der reformierte Schweizer Theologe Wilhelm Vischer verdient. Er hatte an der ersten Fassung des Betheler Bekenntnisses maßgeblich mitgearbeitet. 1933 wurde er von dem leitenden Bethel-Mediziner und NSDAP-Kreisleiter Hanns Löhr aus Bethel vertrieben. Weitere Mitglieder des Dozentenkollegiums waren Herbert Girgensohn (1946–1955) und Hellmuth Frey, ein Vertreter der pneumatischen biblischen Exegese. Mit Willi Marxsen, der hier 1956–1961 eine Professur für Neues Testament innehatte, kam ein Vertreter der historisch-kritischen Schule und der existentialen Interpretation an die Einrichtung.

## Dozenten
- Wilhelm Anz, Philosophie, 1955–1973
- Günther Bornkamm, Neues Testament, 1937–1939 und 1945–1946
- Hans Brandenburg, Latein, Griechisch, Kirchengeschichte, 1921–1922
- Wilhelm Brandt, Neues Testament und Geschichte der Inneren Mission, 1927–1942 und 1945–1963
- Hermann Braun, Philosophie, 1973–1997
- Frank Crüsemann, Altes Testament, 1980–2004
- Corinna Dahlgrün, Praktische Theologie mit den Schwerpunkten Liturgik und Spiritualität, 2001–2004
- Johannes Fichtner, Altes Testament, 1949–1962
- Hellmuth Frey, Altes Testament, ab 1946
- Robert Frick, Kirchengeschichte, 1931–1939
- Herbert Girgensohn, Praktische Theologie, 1946–1962
- Volkmar Herntrich, Altes Testament, 1934–1939
- Alfred Jäger, Systematische Theologie, 1986–2001
- Samuel Jaeger, 1905–1927
- Walter Kähler, ab 1905
- Theodor Küßner, Kirchengeschichte, bis 1931
- Andreas Lindemann, Neues Testament, 1978–2009
- Ulrich Luck, Neues Testament, 1961–1977
- Dieter Lührmann, Neues Testament, 1974–1982
- Willi Marxsen, Neues Testament, 1956–1961
- Georg Merz, Praktische Theologie, Kirchen- und Konfessionskunde, 1930–1939
- Walter Michaelis, Praktische Theologie, 1919–1930
- Gerhard Ruhbach, Kirchengeschichte 1963–1999, Schwerpunkt in der Vermittlung der praktischen Gemeindetheologe, geschätzt als Kenner der christlichen Mystik
- Theodor Schlatter, Neues Testament, bis 1934
- Edmund Schlink, Systematische Theologie, 1935–1939 und 1945–1946
- Hans-Heinrich Schmid, Altes Testament, 1969–1976
- Hans Wilhelm Schmidt, Systematische Theologie, 1927–1934
- Otto Schmitz, Neues Testament, 1934–1938
- Stefan Schorch, Hebräisch und Altes Testament, 1999–2009
- Gottlob Schrenk, Neues Testament, 1912–1923
- Wolfgang Schweitzer, Systematische Theologie, 1955–1981
- Gottfried Simon, Neues Testament, 1910–1915
- Traugott Stählin, Praktische Theologie, 1976–1999
- Dietrich Stollberg, Praktische Theologie mit den Schwerpunkten Seelsorge und Pastoralpsychologie und Direktor des Seelsorgeinstitutes, 1971–1979
- Fritz Stolz, Altes Testament, 1969/1972–1980
- Wilhelm Vischer, Altes Testament, 1928–1933
- Johannes Warneck, Missionswissenschaft, 1912–1920
- Klaus Winkler, Praktische Theologie, 1980–1997